# Johann Kliegl
Johann Kliegl (* 8. November 1808 in Neukaunitz, Böhmen; † 1883 in Bad Kissingen) war ein böhmischer Kapellmeister. Er stellte 1837 mit seinem Orchester das erste Bad Kissinger Kurorchester.

## Leben
Mit den 15 Musikern seines böhmischen Blasorchesters, darunter allein sechs seiner Brüder, kam Johann Kliegl in der Sommersaison 1836 zu einem Gastspiel in den bayerischen Kurort Bad Kissingen, damals ein international bekanntes „Weltbad“. Sein Orchester wurde vom Publikum begeistert aufgenommen, weshalb sich die Pächter des Badebetriebes, die Gebrüder Bolzano, spontan entschlossen, diese Musiker ab kommender Kursaison 1837 fest zu engagieren. So wurde der 1. Mai 1837 zur Geburtsstunde des Bad Kissinger Kurorchesters mit seinen regelmäßigen Kurkonzerten.
Um ein vollwertiges Kurorchester bieten zu können, nahm Kliegl ab 1838 zusätzlich zu seinen Bläsern noch einige Streicher in sein Orchester auf, das jeweils in den Monaten Mai bis September täglich mehrmals aufzutreten hatte. Nach jedem Konzert mussten die Musiker bei ihren damals noch wohlhabenden Zuhörern sammeln gehen, denn ein festes Gehalt gab es für sie noch nicht.
In den Wintermonaten ging Kliegl mit seinen Musikern auf Gastspielreise, gelegentlich sogar ins Ausland. Im Jahr 1846 ist beispielsweise ein Gastspiel als „The Bohemian Band“ in Birmingham erwähnt.
Erst 1855 beendete Kliegl seinen Vertrag als Kapellmeister des Kurorchesters und übergab seine Musiker an den Würzburger Komponisten und Musikdirektor Johann Valentin Hamm (1811–1874), der schon ab 1845 als Geiger jeden Sommer im Bad Kissinger Kurorchester mitmusiziert hatte.
Womit Kliegl sich fortan seinen Lebensunterhalt verdiente, ist nicht überliefert. 1865 wohnte er in Kissingen mit seiner Ehefrau Felizitas, geborene Antlitz, die als Wäscherin arbeitete, und dem Holzschnitzereiwarenhändler Tiberius Kliegl im Haus 272 1/5 in der Ostendstraße (heute Hemmerichstraße). Zum Haus gehörten sechs Zimmer, die Kliegl an Kurgäste vermietete, und ein Garten.
Sein Enkel Anton Kliegl (1872–1927) wurde in den USA ein erfolgreicher Unternehmer mit der Entwickler neuartiger Lichttechnik für die aufkommende Filmindustrie. Er stiftete seiner Geburtsstadt viel Geld für öffentliche Einrichtungen und wurde wie sein Bruder Johann 1922 zum Ehrenbürger der Stadt Bad Kissingen ernannt.